# East Loch Tarbert
East Loch Tarbert ist eine Meeresbucht an der Ostküste der schottischen Hebrideninsel Lewis and Harris. Als Teil von Harris gehörte sie historisch zur traditionellen Grafschaft Inverness-shire.

## Geographie
An seiner Einfahrt rund sieben Kilometer weit, verjüngt sich East Loch Tarbert auf eine Breite von rund 100 Metern an seinem Kopf. Die Bucht tritt rund acht Kilometer in die Landmasse ein und endet bei Tarbert, dem Hauptort von Harris, dem Südteil der Doppelinsel Lewis and Harris. Zusammen mit dem gegenüberliegenden West Loch Tarbert bildet die Bucht die nur rund 700 Meter breite Landenge, auf der Tarbert gelegen ist, die Nord- und Süd-Harris voneinander trennt.
In der Einfahrt von East Loch Tarbert liegt mit Scalpay seine größte Insel. Im Wesentlichen entlang der Südküste Scalpays sind die Inseln Eileanan Diraclett, Greineim, Hamarsay, Or Eilean, Rossay, Scotasay, Stilamair, Stiughay, Stiughay na Leum gruppiert. Nahe dem Kopf der Bucht ist die A859 ein kurzes Stück entlang des Südufers der Bucht geführt.